# Первенство РСФСР по футболу среди сборных команд городов 1924
С 6 по 31 августа 1924 года в РСФСР (в Москве и Ленинграде) был проведен футбольный турнир среди сборных команд городов. В спортивных газетах соревнование называлось Первенством РСФСР по футболу.
Победителем соревнований впервые стала сборная команда Ленинграда.

## Организация и проведение первенства
Фактически это был первый опыт в проведении столь масштабных футбольных мероприятий. С самого начала проведение турнира столкнулось с огромными трудностями организационного характера, преодолеть которые при существующем положении в стране не представлялось возможным.
В отборочном турнире вся территория РСФСР была поделена на 9 районов:
- Уральский район  - отборочный турнир не состоялся;
- Сибирский район - состоялись всего два матча, турнир завершён не был;
- Северный район - победитель - команда Вятки;
- Поволжский район - отборочный турнир также не был окончен, в конце концов в финальную часть был приглашен победитель Приволжской Олимпиады команда Казани;
- Северный Кавказ  - отборочный турнир не состоялся, в финальную часть была приглашена команда Ростова-на-Дону;
- Юго-Восточный район - отборочный турнир не состоялся;
- Северо-западный район - победитель - Ленинград;
- Центральный район - победитель - Москва;
- Петрозаводск - представитель Карельской АССР - был приглашён в финал (на том основании, что территориально Карелия обособлена и рядом с ней нет других равных ей по статусу территорий (АССР), с которыми она могла бы соревноваться в отборочном турнире);

## Ход турнира
Соревнование проводилось по «олимпийской системе».
В турнирной сетке предполагались две «ветви», одна (во главе с Ленинградом) проводила матчи в Ленинграде (оба этих матча не состоялись), вторая - в Москве. Финал планировалось провести в Ленинграде.

### Турнирная сетка
|  | Четвертьфиналы | Четвертьфиналы    |                                 |   | Полуфиналы | Полуфиналы |  |  | Финал | Финал |
|  |                |                   |                                 |   |            |            |  |  |       |       |
|  | Ленинград      |                   |                                 |   |            |            |  |  |       |       |
|  |                |                   |                                 |   |            |            |  |  |       |       |
|  | Ленинград      | +                 |                                 |   |            |            |  |  |       |       |
|  | Ленинград      | +                 | Ленинград                       |   |            |            |  |  |       |       |
|  | Петрозаводск   | -                 |                                 |   |            |            |  |  |       |       |
|  | Петрозаводск   | -                 | Ленинград                       | + |            |            |  |  |       |       |
|  |                |                   | Ленинград                       | + |            |            |  |  |       |       |
|  |                | Вятка             | -                               |   |            |            |  |  |       |       |
|  | Вятка          | Вятка             | -                               |   |            |            |  |  |       |       |
|  |                |                   | Ленинград.24 августа/31 августа |   |            |            |  |  |       |       |
|  |                |                   |                                 |   |            |            |  |  |       |       |
|  | Ленинград      | 4 1               |                                 |   |            |            |  |  |       |       |
|  | Ленинград      | 4 1               | Москва.6 августа                |   |            |            |  |  |       |       |
|  |                | Москва            | 4 0                             |   |            |            |  |  |       |       |
|  | Москва         | Москва            | 4 0                             | 4 |            |            |  |  |       |       |
|  | Москва         | Москва.17 августа |                                 | 4 |            |            |  |  |       |       |
|  | Ростов-на-Дону | 2                 |                                 |   |            |            |  |  |       |       |
|  | Ростов-на-Дону | 2                 | Москва                          | 5 |            |            |  |  |       |       |
|  |                |                   | Москва                          | 5 |            |            |  |  |       |       |
|  |                | Казань            | 1                               |   |            |            |  |  |       |       |
|  | Казань         | Казань            | 1                               |   |            |            |  |  |       |       |
|  |                |                   |                                 |   |            |            |  |  |       |       |
|  |                |                   |                                 |   |            |            |  |  |       |       |
|  |                |                   |                                 |   |            |            |  |  |       |       |
|  |                |                   |                                 |   |            |            |  |  |       |       |
|  |                |                   |                                 |   |            |            |  |  |       |       |

### Матчи

#### 1/4 финала
| 6 августа | Москва | 4:2 | Ростов-на-Дону | Москва        |
| |        |     |                | Стадион: ОППВ |
| Москва: Ларионов - М.Исаев, А.Петров - Овечкин, С.Троицкий, К.Блинков - Малахов, Шапошников, М.Загрядсков, Чеснов, Т.Григорьев Ростов-на-Дону: Н.Фесенко - А.Букатин, Д.Сафьянопуло - В.Жеромский, Б.Мельничук, Л.Шумаков - И.Фесенко, Г.Полторацкий, В.Корнильев, М.Подмарков, Ф.Гончаров |        |     |                |               |

#### 1/2 финала
| 17 августа 17.30 | Москва                               | 5:1 | Казань          | Москва                                                   |
| | - Л.Сандлори 73′ 2:1′ 3:1′ 4:1′ 5:1′ |     | - 20′ Миронычев | Стадион: ОППВ Зрителей: 3 000 Судья: В.Рябоконь (Москва) |
| Москва: Ларионов - М.Исаев, С.Сысоев - Малахов, С.Троицкий, Пахомов - Шумель, Н.Троицкий, Мартынов, Л.Сандлори, Жибоедов Казань: Н.Жабин - В.Николаев, Н.Бабинцев - С.Зенин, А.Феоктистов, А.Борисов - П.Гусев, А.Зиновьев, Е.Попов, П.Миронычев, Н.Сапожников |                                      |     |                 |                                                          |

### Финал
| Ленинград                                                       | 4:4 (д.в.) | Москва                                                    |
| --------------------------------------------------------------- | ---------- | --------------------------------------------------------- |
| - Антипов 1:0′ - Эммерих 30′ (пен.) 31′ (пен.) - М.Бутусов 4:3′ | (отчёт)    | - 1:1′ 80′ Н.Старостин - 1:2′ П.Артемьев - 3:3′ К.Блинков |

| Ленинград: Полежаев - Эммерих, Ежов - П.Филиппов, Батырев, Карнеев - П.Григорьев, М.Бутусов, А.Соколов, Антипов, А.Штукин Москва: Н.Соколов - Рущинский, В.Кузнецов - С.Троицкий, К.Блинков, Малахов - Н.Старостин, Селин, Исаков, П.Артемьев, Жибоедов |

| Ленинград         | 1:0     | Москва |
| ----------------- | ------- | ------ |
| - П.Григорьев 39′ | (отчёт) |        |

| Ленинград: Полежаев - Эммерих, Ежов - П.Филиппов, Батырев, Карнеев - П.Григорьев, М.Бутусов, А.Соколов, Антипов, А.Богданов Москва: Баклашов - Рущинский, В.Кузнецов - Ноготков, К.Блинков, Ратов - Н.Старостин, П.Артемьев, Селин, Исаков, Холин |